# Синята брада (роман)
Синята брада (на английски: Bluebeard) е роман на американския писател Кърт Вонегът.
Публикуван е през 1987 г. Представлява автобиография на измисления герой Рабо Карабекян. Той е художник, представител на абстрактния експресионизъм, който взима участие във Втората световна война. Неговият дом се намира на брега на морето заедно с частен плаж, където един ден той среща странна жена. Нейното име е Сърк Берман и нейният първи въпрос към него е „Как починаха родителите ти?“ Той я кани в къщата си и тя остава да живее там, като непрекъснато задава странни въпроси.
Книгата е забавна и остроумна сатира на обществото на творците и техния свят.